# Герб Йорка
Герб Йорка (англ. Coat of arms of York) — один из официальных символов местного самоуправления города Йорка, Великобритания. Первоначальный район расширялся во много раз по сравнению со старым городом, находящимся в пределах своих стен. Однако, во время всех этих изменений, герб остался таким же.
Герб представляет собой щит, в серебряном поле которого червлёный крест Святого Георгия. Крест обременён пятью золотыми английскими львами (леопардами) с лазуревым вооружением и языками.
Герб иллюстрирует былое значение Йорка — в то время Эдуард III превратил город в столицу, и это при его борьбе с Шотландией. Остальные элементы герба относятся к созданию мэрии Йорка в XIV веке (король Ричард II).